# جان مک گریل
جان مک گریل (انگلیسی: John McGreal؛ زادهٔ ۲ ژوئن ۱۹۷۲) بازیکن فوتبال اهل بریتانیا است.
از باشگاه‌هایی که در آن بازی کرده‌است می‌توان به باشگاه فوتبال ایپسویچ تاون، باشگاه فوتبال ترانمره راورز، و باشگاه فوتبال برنلی اشاره کرد.